# 衣笠善博
衣笠 善博（きぬがさ よしひろ、1944年 - ）は、日本の地質学者、東京工業大学名誉教授。活断層の専門家として知られる。

## 経歴
1967年、北海道大学理学部地質学鉱物学科卒業。1982年、工業技術院地質調査所（現産業技術総合研究所地質調査総合センター）課長。1995年、同調査所首席研究官。1999年、東京工業大学教授。2010年3月定年退職、東京工業大学名誉教授。
1990年、論文 " Regional Characteristics of Active Faults in Japan and Active Fault Front " (「日本の活断層の地域特性と活断層フロント」)で理学博士（北海道大学）。2003年-2005年、原子力安全基盤調査研究「地震規模評価のための活断層のセグメンテーションに関する研究」に参加。専門分野は、地震地質学・環境地質学・応用地質学。
総合資源エネルギー調査会原子力安全・保安部会耐震・構造設計小委員会の地震・津波・地質・地盤合同ワーキンググループサブグループ「グループA」主査なども務め、多くの原子力発電所の立地審査に携わってきた。　
2012年7月、新潟県原子力発電所の安全管理に関する技術委員会委員。
2017年11月、瑞宝小綬章受章。